# Hygrolycosa strandi
Hygrolycosa strandi är en spindelart som beskrevs av Lodovico di Caporiacco 1948. Hygrolycosa strandi ingår i släktet Hygrolycosa och familjen vargspindlar.
Artens utbredningsområde är Grekland. Inga underarter finns listade i Catalogue of Life.